# Walkerella
Walkerella is een geslacht van vliesvleugeligen uit de familie Pteromalidae. De wetenschappelijke naam van dit geslacht is voor het eerst geldig gepubliceerd in 1883 door Westwood.

## Soorten
Het geslacht Walkerella omvat de volgende soorten:
- Walkerella benjamini (Joseph, 1957)
- Walkerella dubia (Girault, 1916)
- Walkerella jacobsoni (Grandi, 1921)
- Walkerella kurandensis Boucek, 1988
- Walkerella microcarpae Boucek, 1993
- Walkerella temeraria Westwood, 1883